# Smíchovská vodárna
Smíchovská vodárna je bývalá vodárna v Praze na Smíchově v ulici Hořejší nábřeží severně pod Vyšehradským železničním mostem.

## Historie
S rozvojem průmyslu na Smíchově v 19. století vzrostla spotřeba vody. Proto v roce 1871 spustilo město provoz nové vodárny postavené u dokončeného železničního mostu. Nefiltrovaná vltavská voda byla čerpaná ze zděné stoky dlouhé 53 metrů. Do ní ústilo 35 metrů dlouhé potrubí o průměru 500 mm, které přivádělo vodu přímo z řeky; čerpání vody zajišťovala nepřetržitě dvě parní čerpadla. Dvě nová čerpadla přistavěná v roce 1872 podle návrhu Romualda Božka dodávala vodu do nového vodojemu na Skalce.
Původní čerpadla vodárny prošla roku 1886 rekonstrukcí a téhož roku přibyly další dva čerpací stroje od Ringhofferových závodů. Dodávka vody se zvýšila až na 12 000 m³, a to nejen do původního vodojemu na Skalce, ale také do dvou nových vodojemů na Václavce a na Malvazinkách, postavených v letech 1903–1904. V roce 1896 se po další modernizaci zvýšila kvalita vody díky nově instalované jednoduché pískové filtraci.
Po spuštění nové Káranské vodárny, která začala na Smíchov dodávat pitnou vodu, byl roku 1913 provoz smíchovské vodárny dočasně ukončen. V roce 1918 došlo k opětovnému spuštění, protože káranská voda byla příliš tvrdá a průmyslové podniky si vymohly měkčí vodu vltavskou. Definitivně ukončen byl v roce 1927.